# Liste der Generalprioren des Karmelitenordens
Dieser Artikel listet chronologisch die karmelitischen Generalsuperioren auf, die im Karmelitenorden Generalprioren genannt werden.
- 1154–1200: Berthold I.
- 1200–1232: Brocard
- 1232–1237: Cyrille
- 1237–1249: Berthold II.
- 1249–1253: Gottfried
- 1253–1254: Alain (Alanus)
- 1254–1266: Simon Stock
- 1266–1271: Nicolas Le François
- 1271–1277: Radulphe
- 1277–1294: Pierre de Millaud
- 1294–1297: Raymond de L’Isle
- 1297–1318: Gerardo de Bologne
- 1318–1321: Guy Terreni
- 1321–1330: Giovanni d’Alerio
- 1330–1342: Pierre de Casa
- 1342–1358: Pierre-Raymond de Grasse
- 1358–1375: Giovanni Ballistari
- 1375–1381: Bernard Olery (1)

Generalprioren während des Abendländischen Schismas (römischen Obödienz)
- 1381–1386: Michele Aignani
- 1386–1404: Jean de Raude
- 1404–1411: Matteo de Bologne

Generalprioren während des Abendländischen Schismas (Obödienz von Avignon)
- 1381–1384: Bernard Olery (2)
- 1384–1389: Raymond de Vaquerie
- 1389–1411: Jean Le Gros  (1)

Generalprioren des ganzen Ordens (O.Carm.)
- 1411–1430: Jean Le Gros  (2)
- 1430–1433: Bartolomeo Roquali
- 1433–1434: Natale Bencesi
- 1434–1450: Giovanni Faci
- 1450–1471: Johannes Soreth
- 1471–1481: Cristoforo Martignoni
- 1481–1503: Guillaume de Domoquercy
- 1503–1512: Pons de Raynaud
- 1512–1513: Pierre Terrasse
- 1513–1516: Baptist Spagnoli
- 1516–1517: Giovanni Batista de Parme
- 1517–1523: Bernardino Landucci
- 1523–1562: Nicolas Audet
- 1562–1578: Giovanni Batista Rossi
- 1578–1592: Giovanni Batista Caffardi
- 1592–1596: Giovanni Stefano Chizzola
- 1596–1612: Enrico Silvio (Henry Sylvio)
- 1612–1623: Sebastiano Fantoni
- 1623–1631: Gregorio Canali
- 1631–1642: Teodoro Straccio
- 1642–1643: Alberto Massari
- 1643–1647: Leone Bonfigli
- 1647–1648: Vakanz
- 1648–1654: Giovanni Antonio Filippini
- 1654–1660: Mario Venturini
- 1660–1666: Girolamo Ari
- 1666–1674: Matteo Orlandi
- 1674–1676: Francesco Scannapieco
- 1676–1680: Vakanz
- 1680–1682: Ferdinando Tartaglia
- 1682–1686: Angelo Monsignani
- 1686–1692: Paolo di Sant’Ignazio
- 1692–1698: Juan González Feyjóo de Villalobos
- 1698–1704: Carlo Filiberto Berberi
- 1704–1710: Angelo de Cambolas
- 1710–1716: Pedro Tomás Sanchez
- 1716–1722: Carlo Cornaccioli
- 1722–1728: Gaspare Pizzolanti
- 1728–1730: Antoine-Joseph-Aimable Feydeau
- 1730–1731: Vakanz
- 1731–1738: Ludovico Benzoni
- 1738–1742: Nicola Ricchiuti
- 1742–1756: Luigi Laghi
- 1756–1762: Gioacchino Pontalti
- 1762–1768: Mariano Ventimiglia
- 1768–1780: José Alberto Ximenez
- 1780–1788: Andrea Andras
- 1788–1790: Giovanni Tufano
- 1792–1794: Vacance
- 1794–1805: Rocco Melchor
- 1805–1807: Vakanz
- 1807–1814: Timoteo Maria Ascensi
- 1814–1819: Vakanz
- 1819–1825: Luigi Antonio Faro
- 1825–1832: Manuel Regidor y Brihuega
- 1832–1838: Luigi Calamata
- 1838–1841: Giuseppe Cataldi
- 1841–1843: Giuseppe Palma
- 1843–1849: Agostino Maria Ferrara
- 1849–1954: Giuseppe Raimondo Lobina
- 1854–1863: Girolamo Priori
- 1863–1889: Vakanz
- 1889–1900: Luigi Galli
- 1900–1902: Simone Maria Bernardini
- 1902–1919: Pius Maria Mayer
- 1919–1931: Elijah Magennis
- 1931–1947: Hilary Maria Doswold
- 1947–1959: Kilian Lynch
- 1959–1971: Kilian J. Healy
- 1971–1983: Falco Giuseppe Thuis
- 1983–1995: John Malley
- 1995–2007: Joseph Chalmers
- 2007–2019: Fernando Millán Romeral
- ab 2019: Míċéal O’Neill